# 중앙아메리카붉은마자마사슴
중앙아메리카붉은마자마사슴(Mazama temama)은 멕시코 남부부터 중앙아메리카를 거쳐 콜롬비아 북부 지역까지 분포하는 마자마사슴의 일종이다. 이전에는 남아메리카에 서식하는 붉은마자마사슴의 아종으로 취급했지만, 중앙아메리카붉은마자마사슴의 핵형은 2n = 50인 반면에 붉은마자마사슴의 핵형은 처음에 2n = 68-70으로 알려졌다.
그러나 좀더 최근에 밝혀진 붉은마자마사슴의 핵형 2n = 48~54이다. 유카탄갈색마자마사슴과 분포 지역이 겹치는 동지역성(동소성)을 보인다. 열대 기후 지역의 일,이차림에서 발견되며, 사냥과 남벌때문에 멸종 위협을 받는 것으로 추정되고 있다.